# Euselasia rava
Euselasia rava is een vlindersoort uit de familie van de prachtvlinders (Riodinidae), onderfamilie Euselasiinae.
Euselasia rava werd in 1928 beschreven door Stichel.